# Pohyblivé obrázky
Pohyblivé obrázky (anglicky Moving Pictures) je humoristická fantasy kniha Terryho Pratchetta, 10. ze série Zeměplocha. Základním motivem knihy je kinematografie a svět filmového diváka.

## Obsah
Na počátku knihy si Smrť přichází pro Dákina Robobema, strážce Brány v pustém místě nazývaném Holy Wood, přibližně 50 km posměrně od Ankh-Morporku. Strážce Svatého lesa tedy odchází ze světa Zeměplochy a od té doby se začíná dít mnoho věcí…
Alchymista Silverfish z Ankh-Morporku vynalézá osmocelulózu, ideální materiál pro výrobu filmů. Viktor Grýnbaum, student Neviditelné univerzity pociťuje nepřekonatelnou touhu odejít do Holy Woodu. Stejně jsou na tom i tisíce dalších obyvatel Ankh-Morporku.
Po příchodu do Holy Woodu zjišťuje Viktor, že na místě panuje prakticky totální chaos a vše se točí jen kolem výroby Pohyblivých obrázků – filmů. Setkává se s Ginger, krásnou dívkou a vycházející filmovou hvězdičkou. Přes různé obtíže se i Viktor dostává do světa filmu a stává se společně s Ginger filmovou hvězdou. Na tom má značný podíl i Kolík Aťsepicnu, bývalý pouliční prodavač párků v Ankh-Morporku, který se však vlivem magických sil Holy Woodu vyšvihne na pozici předního filmového producenta na úkor alchymisty Silverfishe.Jako osobního strážce si najímá trolla Navážku, což mu umožňuje provádět mnohá jednání bez zbytečného dohadování, protože protivník obvykle rychle uzná, kdo má pravdu.
Viktor se spřátelí s mluvícím psem Gaspodou a ten ho začíná přesvědčovat, že se v Holy Woodu děje něco velmi zvláštního. Ukáže mu mluvícího kačera, kocoura, králíka i myš, společně pak objevují, že Ginger v noci odchází k pahorku nad Holy Woodem a pokouší se dostat do zasypaného vchodu do jeho nitra.
Do pahorku pronikají nakonec Viktor společně s Ginger a zjišťují, že v podzemí je ohromný promítací sál, kde na sedadlech sedí kostry dávno mrtvých diváků. Konečně chápou, že zde sídlí zdroj neznámých sil, které se pokoušejí dostat prostřednictvím filmů do reálného světa a ovládají zatím skoro všechny v Holy Woodu. Síly z Podzemních prostorů však ve své invazi pokračují a jako obří filmové postavy se dostávají až do z Ankh-Morporku, kde lidé sledují natočené filmy a také propadají magii stříbrného plátna.
Viktor se vydává do boje s temnými silami, v němž mu pomáhá Ginger, Gaspoda a jeho druh Laddie, skupina mágů včetně knihovníka a skupiny trollů a trpaslíků. V Ankh-Morporku se temné síly podaří zlikvidovat, poslední boj však proběhne až v Holy Woodu. Tady v podzemí nakonec společně probouzejí Zlatého muže (velmi se podobá sošce filmového Oskara) a ten konečně zahání bytosti z Podzemních rozměrů zpět do jejich světa. Podzemní kinosál se propadá, všichni hrdinové se však na posledních chvíli zachrání a vrací se zpět ke svým dřívějším povoláním. Na úplný závěr přihání skupina lovců k Ankh-Morporku stádo 1 000 slonů, které si ve svém velikášství objednal Kolik Aťsepicnu. Tomu však z bývalého bohatství nezbývá vůbec nic a tak zůstává otázkou, kdo za sloní stádo vlastně zaplatí…

## Další zajímavé postavy
- trollové - Rambonit, Rubína, Morry
- Soll - synovec Kolíka Aťsepicnu
- klikař - Táta Ptáček
- lovci slonů - M´bu, Modruš, N´zym
- mágové - Arcikancléř Vzoromil Výsměšek, Rumpál Žička, lektor Zaniklých run, děkan, kvestor
- policisté - seržant Fred Tračník, desátník Cecil "Noby" Nóblhóch